# Antirrhinoideae
Antirrhinoideae je potporodica porodice Plantaginaceae. Postoji 31 rod; tipični je Antirrhinum, hrvatski nazivan zijevalica, čijih 27 vrsta raste poglavito po Mediteranu (Španjolska, Portugal, Maroko).

## Rodovi
1. Lafuentea Lag. (2 spp.)
2. Anarrhinum Desf. (8 spp.)
3. Kickxia Dumort. (23 spp.)
4. Nanorrhinum Betsche (29 spp.)
5. Asarina Mill. (1 sp.)
6. Gadoria Güemes & Mota (1 sp.)
7. Cymbalaria Hill (17 spp.)
8. Maurandya Ortega (2 spp.)
9. Holmgrenanthe Elisens (1 sp.)
10. Epixiphium (Engelm. ex A. Gray) Munz (1 sp.)
11. Mabrya Elisens (6 spp.)
12. Rhodochiton Zucc. ex Otto & A. Dietr. (3 spp.)
13. Lophospermum D. Don ex R. Taylor (7 spp.)
14. Schweinfurthia A. Braun (6 spp.)
15. Gambelia Nutt. (4 spp.)
16. Galvezia Dombey ex Juss. (5 spp.)
17. Chaenorhinum (DC.) Rchb. (32 spp.)
18. Holzneria Speta (2 spp.)
19. Albraunia Speta (3 spp.)
20. Acanthorrhinum Rothm. (1 sp.)
21. Pseudomisopates Güemes (1 sp.)
22. Misopates Raf. (8 spp.)
23. Antirrhinum L. (27 spp.)
24. Neogaerrhinum Rothm. (2 spp.)
25. Sairocarpus Nutt. ex A. DC. (10 spp.)
26. Mohavea A. Gray (2 spp.)
27. Maurandella (A. Gray) Rothm. (1 sp.)
28. Howelliella Rothm. (1 sp.)
29. Pseudorontium (A. Gray) Rothm. (1 sp.)
30. Nuttallanthus D. A. Sutton (4 spp.)
31. Linaria Mill. (184 spp.)